# هاکوب باگراتونی
ایشخان هاکوب گراسیمی باگراتونی (ارمنی: Իշխան Հակոբ Գերասիմի Բագրատունի؛ انگلیسی: Jaques Bagratuni؛ زاده ۲۵ اوت ۱۸۷۹ – درگذشته ۲۳ دسامبر ۱۹۴۳) یک شاهزاده و فرد نظامی اهل ارمنستان بود. باگراتونی سرلشکر در امپراتوری روسیه و در جریان جنگ جهانی اول در اولین جمهوری ارمنستان بود. وی دیرتر سفیر ارمنستان در انگلستان شد.